# Tranevig
Tranevig er et stort sø- og sumpområde syd for Ørnsø sydvest for Silkeborg. Egentlig består det af to søer som ved et smalt løb er forbundet med Dødeå eller Den Døde Kanal og Ørnsø. Mod nord ligger således Tranevig Vældkilder, som er et særpræget vældområde ved foden af en stejl bakkeskrænt. 
Vest herfor ligger Funderholme Enge i forskellige stadier af tilgroning.
Tranevig indgår i Natura 2000-område Natura 2000-område nr. 57 Silkeborgskovene (habitatområde H181), som består af dele af skovene og søerne i Søhøjlandet syd og øst for Silkeborg.
Indtil slutningen af 1800-tallet var søerne en åben bugt på sydenden af Ørnsø. De åbne vandområder er omgivet af arealer, som længe har været under naturlig tilgroning. 
Langs søer og vandløb er der brede rørsumpe, som nærmere land afløses af sumpskov domineret af birk, pil og el. 
Moserne er udlagt under Naturskovsstrategien; mest som urørt skov, men også med plukhugst i randområderne og stævning i den smalle ellemose nærmest Ørnsø (ca. 1,5 ha). 
Den større, sydlige sø - Tranevig - er lavvandet og omkring 1 meter dyb.
Hele Tranevigsområdet er et særdeles værdifuldt fugleområde som rummer en
række arter knyttet til sø, rørsump og sumpskov bl.a. Isfugl (rødlistet) og Nattergal.